# Taraxacum albescens
Taraxacum albescens vrsta je maslačka. Raširen je po sjeveroistočnom Sibiru i ruskom dalekom istoku. Vrsta je opisana 1926., a pripada sekciji Borealia.